# Paga Debiti
Pour les articles homonymes, voir Paga (homonymie).
Le Paga Debiti est un cépage blanc de la Corse qui semble remonter au début de la création de son vignoble. 

## Origine
Originaire de la péninsule italienne, cette variété n'est pas cependant identique au Pagadebito d'Apulie ni au Biancone di Portoferraio qui porte aussi un nom idenditique. Son qualificatif signifie paie-dettes, et fait allusion aux très forts revenus que pouvait en tirer le vigneron.

## Cycle végétatif
Son cycle de végétation est très tardif en comparaison avec d'autres variétés. Son débourrement se fait environ 18 jours après le chasselas et sa récolte 5 semaines plus tard. Pour arriver à pleine maturité, ce cépage a besoin de terroirs viticoles très bien exposés où il fournit des vins frais, pauvres en alcool à la couleur jaune paille. 

## Sélection clonale
Pour obtenir des vins de qualité, seuls les clones 868 et 869 sont recommandés.  Ce qui a réduit les surfaces de plantation pour les vins d'appellation et ce cépage ne serait plus planté que sur 2 hectares en Corse.

## Synonyme
Biancone, Carcamulu (littéralement charge-mule), Carcamanu, Cortinese, Curtinese, Pagadebidu, Pagadebbitu, Paga Debito, Pagadibiti.